# HR Osijek
Hrvatski radio Osijek ili Radio Osijek je radio stanica u sastavu HRT-a, koja svoj program emituje na području grada Osijeka, ali i cele Slavonije i Baranje. Radio se takodje jako dobro čuje i u susednim državama Srbiji (Vojvodini), Bosni i Herecegovini, Mađarskoj zbog dobre konfiguracije terena i velike snage odašiljača.
Radio Osijek je jedna od 8 radio stanica u Hrvatskoj koja ima regionalnu frekvenciju; to su još i Radio Sljeme, Radio Rijeka, Radio Pula, Radio Split, Radio Knin i Radio Dubrovnik.

## Radio Osijek moderne tehnologije
Radio Osijek emituje RDS i radio tekst sa servisnim informacijama

## Program se emituje sa sledećih odašiljača
- 99.3	 Drenovci
- 102,0	 Psunj
- 102.4	 Osijek/Josipovac
- 102.8 Belje
- 105.3 Vinkovci/Borinci
- 105.6	 Zlatarevac
- 105.8	 Ilok

## Spoljašnje veze
- Zvanični sajt Hrvatskog Radija Osijek Архивирано на веб-сајту  (16. јануар 2016)
- Radio uživo- lajv strim Архивирано на веб-сајту  (7. фебруар 2015)
- Fejsbuk profil radija